# Minami Torišima
Minami Torišima (japonsky: 南鳥島) nebo také Ostrov Marcus je izolovaný ostrov v severozápadním Pacifiku. Název ostrova v japonštině znamená „Jižní ptačí ostrov“. Rozloha ostrova je 1,2 km2. Je to nejvýchodněji položený ostrov patřící Japonsku, leží 1 848 km jihovýchodně od Tokia, 1 267 km východně od nejbližšího japonského ostrova Minami Iódžima v souostroví Ogasawara a skoro přímo na spojnici mezi Tokiem a ostrovem Wake, který je 1 415 km na východojihovýchod. Nejbližším ostrovem je ovšem Farallon de Pajaros v Mariánských ostrovech vzdálený 1021 km na ZJZ od Minami Torišimy.

## Historie
Ostrov původně objevil kapitán Arriola v roce 1694, ale jeho poloha nebyla zaznamenána až do 19. století. První zmínky o ostrově jsou z roku 1864, zeměpisné souřadnice byly určeny americkou průzkumnou lodí v roce 1874 a poprvé na něm přistál Kiozaemon Saito v roce 1879. Japonsko oficiálně zabralo ostrov 19. července 1898.
Během druhé světové války zde bylo umístěno více než 4 000 japonských vojáků. Americké námořnictvo ostrov bombardovalo 4. března 1942, kdy jej napadly letouny z letadlové lodi Enterprise a opět 31. srpna 1943 pomocí letounů z letadlových lodí Essex, Yorktown a Independence. Nikdy se ho ale nepokusilo dobýt.
V současnosti je ostrov využíván pouze pro sledování počasí a je na něm umístěna radiová stanice.
Administrativně je ostrov součástí subprefektury Ogasawara spadající pod Tokio.